# Falsomesosella obliquevittata
Falsomesosella obliquevittata är en skalbaggsart som beskrevs av Stefan von Breuning 1938. Falsomesosella obliquevittata ingår i släktet Falsomesosella och familjen långhorningar. Inga underarter finns listade i Catalogue of Life.